# Cubadebate
Cubadebate é um website cubano editado pelo Círculo de Jornalistas Cubanos contra o Terrorismo, no qual colaboram jornalistas cubanos e de outras nacionalidades. 
O site pretende ser "um espaço para a informação e o intercâmbio sobre temas relacionados com as ações de subversão e as campanhas difamatórias organizadas contra Cuba". É publicado em oito idiomas incluindo o espanhol.
Tem se tornado o meio digital mais visível da internet cubana.

## História
O website Cubadebate foi inaugurado oficialmente em 5 de agosto de 2003, no Centro de Imprensa Internacional de Cidade de Havana. O site foi apresentado pelo então Presidente do Parlamento cubano, Ricardo Alarcón de Quesada.
Cubadebate.cu foi desenvolvido por Chasqui, um grupo de estudantes da Universidade Central Marta Abreu Das Villas (Santa Clara). O servidor principal do Cubadebate está em Cuba e conta com um espelho em Peru, que melhora o tempo de upload do site, pois toda a conexão com a Ilha é via satélite e não representa custo algum para o Círculo de Jornalistas contra o Terrorismo, pois o alojamento é gratuito.
Em 28 de março de 2007, Cubadebate começou a publicar as Reflexões de Fidel Castro. A partir de 13 de junho de 2009, iniciou-se uma transição do site para a ferramenta de blogs WordPress.

### Problemas com o Google
Em 12 de janeiro de 2011, o Cubadebate recebeu uma notificação do centro técnico do YouTube, propriedade de Google, na qual a plataforma lhes comunicava que seria removida a conta de sua página devido a uma denúncia por infração do copyright.
Referiam-se, especificamente, a um fragmento do video da apresentação em Miami do Fundo Legal para Luis Posada Carriles, que o site Cubadebate tinha publicado, editado de um material bem mais amplo que circulou na rede e tinha sido reproduzido em vários lugares, sem autoria.
Diante de reclamação da autora do ato em que o ex-agente da CIA, Luis Posada Carriles, anunciou que estaria em Cuba naquele ano e exigiu o pagamento de seus serviços, entre estes, a explosão de um avião civil cubano que custou a vida de 73 pessoas, o Google desativou diligentemente o site Cubadebate no YouTube. Na época, o canal contava com mais de 400 vídeos e 1,6 milhão de downloads, desde sua inauguração.